# Tony Hale
Anthony Russell "Tony" Hale, född 30 september 1970 i West Point, New York, är en amerikansk skådespelare och komiker.
Han är bland annat känd för rollen som Buster Bluth i Arrested Development, Gary Walsh i Veep, och som Forky i Toy Story 4.
2013 vann han en Emmy Award i kategorin Bästa manliga biroll i en komediserie för sin roll som Gary Walsh i Veep. Han upprepade prestationen 2015.

## Filmografi (i urval)
- 2003–2013 – Arrested Development (TV-serie)
- 2004 – Stateside
- 2006 – Larry the Cable Guy: Health Inspector
- 2006 – Familj på väg
- 2006 – Stranger Than Fiction
- 2007 – Tre systrar & en mamma
- 2008 – Chuck (TV-serie)
- 2008 – Sagan om Despereaux
- 2008 – The Year of Getting to Know Us
- 2009 – The Informant!
- 2009 – The Goods: Live Hard, Sell Hard
- 2010 – Kärlek i New York
- 2012–2017 – Veep (TV-serie)
- 2013 – The Kings of Summer
- 2013 – The Heat
- 2015 – Alvin and the Chipmunks: The Road Chip
- 2016 – The Angry Birds Movie (röst)
- 2019 – Toy Story 4 (röst)
- 2019 – The Angry Birds Movie 2 (röst)
- 2021 – Den mystiska Benedict-klubben (TV-serie)
- 2021 – Clifford den stora röda hunden
- 2022 – Hokus Pokus 2
- 2023 – Woman of the Hour
- 2024 – Insidan ut 2 (röst)
- 2024 – The Decameron (TV-serie)
- 2025 – Opus